# منتخب مقدونيا الشمالية لكرة السلة
منتخب مقدونيا لكرة السلة هو ممثل مقدونيا الرسمي في المنافسات الدولية في كرة السلة. ينتمي إلى منطقة الاتحاد الأوروبي لكرة السلة. انضم إلى الاتحاد الدولي لكرة السلة في عام 1993.